# غريغوري السادس
غريغوري السادس (بالإنجليزية: Pope Gregory VI)‏ (و. 1000 – 1048 م) هو رجال دين، وكاهن كاثوليكي، ولد في روما، توفي في كولونيا، عن عمر يناهز 48 عاماً.

## مناصب
تولى منصب بابا الفاتيكان (11 مايو 1045–26 ديسمبر 1046).